# Ali El Khattabi
Ali El Khattabi (Schiedam, 17 januari 1977) is een Marokkaans-Nederlandse oud-voetballer. Hoewel geboren in Nederland, speelde El Khattabi tien interlands voor het Marokkaans voetbalelftal. Zijn vliegangst verhinderde hem meer duels voor Marokko te spelen.

## Loopbaan
El Khattabi begon zijn profcarrière in het seizoen 1995/96 bij Sparta Rotterdam. Na één seizoen verhuisde de spits naar sc Heerenveen. Daar pikt de technische spits zijn doelpuntjes mee en het levert hem een plaats op in de nationale selectie van Marokko voor het WK van 1998. In het seizoen 1998/99 raakt Ali op een zijspoor in sc Heerenveen en in de winterstop verhuist hij weer terug naar Sparta Rotterdam. Daar groeit hij uit tot een publieksfavoriet. In 2001 houdt hij met zijn 21 doelpunten de kwakkelende ploeg in de eredivisie. Een vertrek lijkt onvermijdelijk. RSC Anderlecht en Feyenoord zijn geïnteresseerd, maar El Khattabi kiest uiteindelijk voor AZ. Daar speelt hij een paar sterke seizoenen, maar verliest er mede door blessures toch zijn basisplaats. In het seizoen 2005/06 werd El Khattabi uitgeleend aan RBC Roosendaal waarmee de spits degradeerde uit de eredivisie. Omdat El Khattabi’s aflopende contract bij AZ niet werd verlengd, moest hij op zoek naar een nieuwe werkgever. Medio 2006 besloot El Khattabi op 29-jarige leeftijd per direct een punt achter zijn loopbaan te zetten. Daarna was hij actief in de vastgoed-sector en nu als zaakwaarnemer.
Hij speelde tien wedstrijden voor het Marokkaans voetbalelftal en nam deel aan de Afrika Cup 1998 en het Wereldkampioenschap voetbal 1998.

## Clubstatistieken
| Seizoen | Club             | Competitie | Duels | Goals |
| ------- | ---------------- | ---------- | ----- | ----- |
| 1995/96 | Sparta Rotterdam | Eredivisie | 8     | 1     |
| 1996/97 | sc Heerenveen    | Eredivisie | 10    | 2     |
| 1997/98 | sc Heerenveen    | Eredivisie | 23    | 9     |
| 1998/99 | sc Heerenveen    | Eredivisie | 8     | 1     |
| 1998/99 | Sparta Rotterdam | Eredivisie | 15    | 4     |
| 1999/00 | Sparta Rotterdam | Eredivisie | 27    | 11    |
| 2000/01 | Sparta Rotterdam | Eredivisie | 33    | 21    |
| 2001/02 | AZ               | Eredivisie | 21    | 7     |
| 2002/03 | AZ               | Eredivisie | 27    | 7     |
| 2003/04 | AZ               | Eredivisie | 25    | 14    |
| 2004/05 | AZ               | Eredivisie | 22    | 3     |
| 2005/06 | → RBC Roosendaal | Eredivisie | 19    | 1     |
| Totaal  | Totaal           | Totaal     | 238   | 81    |